# Tony Amonte
Anthony Lewis Amonte (* 2. srpna 1970, Hingham, Massachusetts, USA) je bývalý americký hokejový útočník, medailista z olympijských her a světového poháru.

## Kariéra

### Klubová kariéra
Tony Amonte byl draftován v roce 1988 týmem New York Rangers ve čtvrtém kole na celkovém 68. místě. V NHL strávil celkem osmnáct sezón a vstřelil 425 gólů. V sezóně 1994/95, během první výluky NHL, odehrál 14 zápasů v italském HC Fassa.

### Reprezentační kariéra
Účastnil se olympijských her v roce 1998 a v roce 2002. Je vítězem Světového poháru 1996.
Dvakrát startoval na Mistrovství světa do 20 let. V roce 1989 obsadil s americkým týmem 5. místo a v roce 1990 6. místo.
Jednou se také představil na MS seniorů, v roce 1990 skončili Američané sedmí.

## Ocenění a úspěchy
- 1990 HE – All-Rookie Tým
- 1991 HE – All-Tournament Tým
- 1991 HE – Druhý All-Star Tým
- 1992 NHL – All-Rookie Tým
- 1992 NHL – Nejlepší střelec mezi nováčky
- 1992 NHL – Nejproduktivnější nováček
- 1992 NHL – Nováček měsíce října 1991
- 2010 Síň slávy amerického hokeje

## Prvenství
- Debut v NHL – 11. dubna 1991 (New York Rangers proti Washington Capitals)
- První asistence v NHL – 11. dubna 1991 (New York Rangers proti Washington Capitals)
- První gól v NHL – 3. října 1991 (Boston Bruins proti New York Rangers, kanadskému brankáři Andy Moog)
- První hattrick v NHL – 14. března 1992 (St. Louis Blues proti New York Rangers)

## Klubová statistika
| Sezóna       | Klub                | Soutěž       |       | Základní část | Základní část | Základní část | Základní část | Základní část |    | Play off | Play off | Play off | Play off | Play off |
| Sezóna       | Klub                | Soutěž       | Z     | G             | A             | B             | TM            | Z             | G  | A        | B        | TM       |          |          |
| 1985–86      | Thayer Academy      | HS-Prep      | 2     | 0             | 0             | 0             | —             | —             | —  | —        | —        | —        |          |          |
| 1986–87      | Thayer Academy      | HS-Prep      | 25    | 25            | 32            | 57            | —             | —             | —  | —        | —        | —        |          |          |
| 1987–88      | Thayer Academy      | HS-Prep      | 28    | 30            | 38            | 68            | —             | —             | —  | —        | —        | —        |          |          |
| 1988–89      | Thayer Academy      | HS-Prep      | 25    | 35            | 38            | 73            | —             | —             | —  | —        | —        | —        |          |          |
| 1989–90      | Boston University   | HE           | 41    | 25            | 33            | 58            | 52            | —             | —  | —        | —        | —        |          |          |
| 1990–91      | Boston University   | HE           | 38    | 31            | 37            | 68            | 82            | —             | —  | —        | —        | —        |          |          |
| 1990–91      | New York Rangers    | NHL          | —     | —             | —             | —             | —             | 2             | 0  | 2        | 2        | 2        |          |          |
| 1991–92      | New York Rangers    | NHL          | 79    | 35            | 34            | 69            | 55            | 13            | 3  | 6        | 9        | 2        |          |          |
| 1992–93      | New York Rangers    | NHL          | 83    | 33            | 43            | 76            | 49            | —             | —  | —        | —        | —        |          |          |
| 1993–94      | New York Rangers    | NHL          | 72    | 16            | 22            | 38            | 31            | —             | —  | —        | —        | —        |          |          |
| 1993–94      | Chicago Blackhawks  | NHL          | 7     | 1             | 3             | 4             | 6             | 6             | 4  | 2        | 6        | 4        |          |          |
| 1994–95      | HC Fassa            | SNT          | 14    | 22            | 16            | 38            | 10            | —             | —  | —        | —        | —        |          |          |
| 1994–95      | Chicago Blackhawks  | NHL          | 48    | 15            | 20            | 35            | 41            | 16            | 3  | 3        | 6        | 10       |          |          |
| 1995–96      | Chicago Blackhawks  | NHL          | 81    | 31            | 32            | 63            | 62            | 7             | 2  | 4        | 6        | 6        |          |          |
| 1996–97      | Chicago Blackhawks  | NHL          | 81    | 41            | 36            | 77            | 64            | 6             | 4  | 2        | 6        | 8        |          |          |
| 1997–98      | Chicago Blackhawks  | NHL          | 82    | 31            | 42            | 73            | 66            | —             | —  | —        | —        | —        |          |          |
| 1998–99      | Chicago Blackhawks  | NHL          | 82    | 44            | 31            | 75            | 60            | —             | —  | —        | —        | —        |          |          |
| 1999–00      | Chicago Blackhawks  | NHL          | 82    | 43            | 41            | 84            | 48            | —             | —  | —        | —        | —        |          |          |
| 2000–01      | Chicago Blackhawks  | NHL          | 82    | 35            | 29            | 64            | 54            | —             | —  | —        | —        | —        |          |          |
| 2001–02      | Chicago Blackhawks  | NHL          | 82    | 27            | 39            | 66            | 67            | 5             | 0  | 1        | 1        | 4        |          |          |
| 2002–03      | Phoenix Coyotes     | NHL          | 59    | 13            | 23            | 36            | 26            | —             | —  | —        | —        | —        |          |          |
| 2002–03      | Philadelphia Flyers | NHL          | 13    | 7             | 8             | 15            | 2             | 13            | 1  | 6        | 7        | 4        |          |          |
| 2003–04      | Philadelphia Flyers | NHL          | 80    | 20            | 33            | 53            | 38            | 18            | 3  | 5        | 8        | 6        |          |          |
| 2005–06      | Calgary Flames      | NHL          | 80    | 14            | 28            | 42            | 43            | 7             | 2  | 1        | 3        | 10       |          |          |
| 2006–07      | Calgary Flames      | NHL          | 81    | 10            | 20            | 30            | 40            | 6             | 0  | 1        | 1        | 0        |          |          |
| Celkem v NHL | Celkem v NHL        | Celkem v NHL | 1,174 | 416           | 484           | 900           | 752           | 99            | 22 | 33       | 55       | 56       |          |          |

## Reprezentace
| Rok                       | Tým                       | Soutěž                    | Z  | G | A  | B  | TM |
| ------------------------- | ------------------------- | ------------------------- | -- | - | -- | -- | -- |
| 1989                      | USA 20                    | MSJ                       | 7  | 1 | 3  | 4  | 2  |
| 1990                      | USA 20                    | MSJ                       | 7  | 5 | 2  | 7  | 4  |
| 1991                      | USA                       | MS                        | 10 | 2 | 5  | 7  | 4  |
| 1993                      | USA                       | MS                        | 6  | 1 | 2  | 3  | 8  |
| 1996                      | USA                       | SP                        | 7  | 2 | 4  | 6  | 6  |
| 1998                      | USA                       | OH                        | 4  | 0 | 1  | 1  | 4  |
| 2002                      | USA                       | OH                        | 6  | 2 | 2  | 4  | 0  |
| 2004                      | USA                       | SP                        | 5  | 0 | 1  | 1  | 0  |
| Juniorská kariéra celkově | Juniorská kariéra celkově | Juniorská kariéra celkově | 14 | 6 | 5  | 11 | 6  |
| Seniorská kariéra celkově | Seniorská kariéra celkově | Seniorská kariéra celkově | 38 | 7 | 15 | 22 | 22 |